# Erős, mint a Halál
Az Erős, mint a Halál a 2007-ben újraalakult Nevergreen gothic-doom metal együttes kilencedik nagylemeze. A Hammer Music gondozásában jelent meg 2007-ben. Az album a 39. helyre került a Mahasz Top 40 albumlistáján.
A hagyományokhoz hűen ezen az albumon is találunk egy földolgozást: Black Wonderful Life. Az album két CD-n jelent meg, a második lemez a számok angol nyelvű változatát tartalmazza.

## Számlista
| Erős, mint a Halál CD1 2007 HM | Erős, mint a Halál CD1 2007 HM | Erős, mint a Halál CD1 2007 HM | Erős, mint a Halál CD1 2007 HM | Erős, mint a Halál CD1 2007 HM | Erős, mint a Halál CD1 2007 HM | Erős, mint a Halál CD1 2007 HM | Erős, mint a Halál CD1 2007 HM | Erős, mint a Halál CD1 2007 HM | Erős, mint a Halál CD1 2007 HM |
|                                | Cím                            | Hossz                          |                                |                                |                                |                                |                                |                                |                                |
| ------------------------------ | ------------------------------ | ------------------------------ | ------------------------------ | ------------------------------ | ------------------------------ | ------------------------------ | ------------------------------ | ------------------------------ | ------------------------------ |
| 1.                             | Árnyak az éjben                | 04:35                          |                                |                                |                                |                                |                                |                                |                                |
| 2.                             | A bosszú hajnalán              | 04:14                          |                                |                                |                                |                                |                                |                                |                                |
| 3.                             | Istenek vére                   | 05:33                          |                                |                                |                                |                                |                                |                                |                                |
| 4.                             | Fáj a tegnap                   | 04:43                          |                                |                                |                                |                                |                                |                                |                                |
| 5.                             | Ködtenger mélyén               | 04:34                          |                                |                                |                                |                                |                                |                                |                                |
| 6.                             | Kereszt az égen                | 05:16                          |                                |                                |                                |                                |                                |                                |                                |
| 7.                             | Kegyetlen csend                | 03:56                          |                                |                                |                                |                                |                                |                                |                                |
| 8.                             | Leszek sereg                   | 04:26                          |                                |                                |                                |                                |                                |                                |                                |
| 9.                             | Az éjkirálynő                  | 04:55                          |                                |                                |                                |                                |                                |                                |                                |
| 10.                            | Wonderful Life (Black cover)   | 04:54                          |                                |                                |                                |                                |                                |                                |                                |
| 11.                            | Requiem                        | 04:31                          |                                |                                |                                |                                |                                |                                |                                |
| 51:37                          |                                |                                |                                |                                |                                |                                |                                |                                |                                |

| Erős, mint a Halál CD2 2007 HM | Erős, mint a Halál CD2 2007 HM | Erős, mint a Halál CD2 2007 HM | Erős, mint a Halál CD2 2007 HM | Erős, mint a Halál CD2 2007 HM | Erős, mint a Halál CD2 2007 HM | Erős, mint a Halál CD2 2007 HM | Erős, mint a Halál CD2 2007 HM | Erős, mint a Halál CD2 2007 HM | Erős, mint a Halál CD2 2007 HM |
|                                | Cím                            | Hossz                          |                                |                                |                                |                                |                                |                                |                                |
| ------------------------------ | ------------------------------ | ------------------------------ | ------------------------------ | ------------------------------ | ------------------------------ | ------------------------------ | ------------------------------ | ------------------------------ | ------------------------------ |
| 1.                             | Shadows in the Night           | 04:35                          |                                |                                |                                |                                |                                |                                |                                |
| 2.                             | The Dawn of Revenge            | 04:14                          |                                |                                |                                |                                |                                |                                |                                |
| 3.                             | Blood of Gods                  | 05:33                          |                                |                                |                                |                                |                                |                                |                                |
| 4.                             | Yesterday Hurts                | 04:43                          |                                |                                |                                |                                |                                |                                |                                |
| 5.                             | Oceans of Fog                  | 04:34                          |                                |                                |                                |                                |                                |                                |                                |
| 6.                             | Cross in the Sky               | 05:16                          |                                |                                |                                |                                |                                |                                |                                |
| 7.                             | Cruel Silence                  | 03:56                          |                                |                                |                                |                                |                                |                                |                                |
| 8.                             | I Am a Legion                  | 04:26                          |                                |                                |                                |                                |                                |                                |                                |
| 9.                             | The Nightqueen                 | 04:55                          |                                |                                |                                |                                |                                |                                |                                |
| 10.                            | Wonderful Life (Black cover)   | 04:54                          |                                |                                |                                |                                |                                |                                |                                |
| 11.                            | Requiem                        | 04:31                          |                                |                                |                                |                                |                                |                                |                                |
| 51:37                          |                                |                                |                                |                                |                                |                                |                                |                                |                                |

## Közreműködők
- Bob Macura – ének, basszusgitár
- Matláry Miklós – billentyűk
- Vejin Miroslav – gitár
- Kovács Tamás  – dob

## Kritikák
- Passzio.hu
- Fémforgács
- HardRock.hu Archiválva 2011. december 20-i dátummal a Wayback Machine-ben